# Recquignies
Recquignies és un municipi francès, situat a la regió dels Alts de França, al departament del Nord. L'any 2006 tenia 2.372 habitants.

## Demografia
| 1962                                       | 1968  | 1975  | 1982  | 1990  | 1999  |
| ------------------------------------------ | ----- | ----- | ----- | ----- | ----- |
| 2.352                                      | 2.428 | 2.382 | 2.577 | 2.521 | 2.490 |
| Des de 1962: població sense dobles comptes |       |       |       |       |       |

## Administració
| Període   | Identitat              | Partit |
| --------- | ---------------------- | ------ |
| 1945-1968 | Othon Brichot          |        |
| 1968-1974 | Paul Hauqier           |        |
| 1974-1983 | Jean-Claude Fontenelle |        |
| 1983-1995 | Vincent Battist        |        |
| 1995-     | Ghislain Rosier        |        |